# Individuo
Individuo, que proviene del latín individŭus (‘indivisible’ o que no se puede dividir), se refiere a una unidad frente a otras unidades dentro de un mismo sistema.
A veces se confunde erróneamente con clase lógica o un Todo-lógico, distribuido o no-distribuido, como si fuera un conjunto de individuos existentes. Puede ocurrir cuando se utilizan de forma semántica pronombres vagos como: algún, cualquiera o todos (considerando tales pronombres como sustitución de uno, uno por uno o cualquiera de todos o algunos de los posibles elementos de la clase lógica como si fueran individuos reales y existentes). Se confunde de este modo la propiedad de una clase lógica, como unidad lógica del pensamiento, con la clase natural formada por individuos; como si fuera aquella un conjunto numerable.

## Unidad y pluralidad en lo individual
Un acercamiento lingüístico al concepto nos viene bien desde el concepto griego de ἄτομος. Definido por la Real academia Española como:
1. adj. individual.
2. adj. Que no puede ser dividido.
Para Mario Bunge individuo sustancial, lo mismo que propiedad (lógica), es un concepto primitivo que no admite definición y es la base de la determinación de cualquier y toda  cosa; siendo por tanto equivalente a lo elemental de un sistema. Si el sistema es conceptual entonces lo elemental no es individuo sino constructo.
En filosofía, en algunas teorías al menos, individuo será cualquier ser racional, es decir con capacidad de racionamiento, como base para la formación de teorías de pensamiento y la metafísica .

### Lo individual y el principio de individualización en la filosofía clásica y medieval
Platón llama a individuo "Hombre". El hombre para Platón es metafísico y esta formado a partir de  un cuerpo y alma, entendiendo el cuerpo como la prisión del alma. mejor explicado con su Alegoría del carro alado. Para él el individuo es la dualidad y el tiempo que este vive es el tiempo que el alma está en el cuerpo y lo que gasta en librarse para seguir existiendo como alma. Para Platón el cuerpo, al ser material compuesto de átomos, corresponde al mundo fenoménico y por tanto caótico atomismo; la individualidad del hombre como unidad procede del alma como forma sustancial.  
Aristóteles concibe al individuo como lo individual, como ser que existe (el ente); combinación de materia y forma, según su teoría del hilemorfismo. Lo denomina *ousia prote*, sustancia primera. Según esta perspectiva, el mundo está compuesto por sustancias materiales, sujetas al movimiento. El hombre, como idea, es sustancia segunda.
Cicerón usaba los términos "individuus" y "dividuus".
Séneca: qaedam separari a quibusdam non possunt, coharent, individuae sunt (Ciertas cosas que están unidas (coherente) y no pueden ser separadas entre sí, son cosas individuales). El individuo, por tanto, es cualquier entidad por el hecho de ser indivisible, aun cuando pueda estar compuesta de partes. Tan individuo es una piedra como un árbol o un hombre.
Porfirio: τὰ ἄτομα = τὰ καθ’ ἕκαστα. Identifica lo atómico con Lo que es según lo que es en sí mismo lo que viene a ser lo «irrepetible» en sentido de ser «único», lo que conviene a una identidad, como Sócrates. De ese modo ¿una piedra sigue siendo tan individuo como un árbol o un hombre?. Si partimos la piedra, ¿Deja de ser "piedra en sí misma"?; ¿Son ahora dos individuos "en sí mismos"?. ¿Qué ocurre si cortamos unas ramas al árbol? ¿Es igual que con la piedra? ¡No digamos nada en caso de partir a un hombre! Pero ¿Cuándo deja de ser "el sí mismo"?
Boecio distingue tres sentidos:
- Se dice de aquello que no se puede dividir por ser una unidad.
- Se dice de lo que no se puede dividir por su solidez física, aún pudiendo constatar en que tenga partes, al menos espaciales. Pone como ejemplo, el diamante.
- Se dice de lo que no se puede predicar de otras cosas: Sócrates.[12]

El primer sentido de Boecio trata al individuo en sentido general, referente tanto a una unidad material como real. Sin embargo queda inexplicado cómo el compuesto de "unidades individuales" puede ser "un individuo" y no muchos. ¿Cuándo un grano de arena es "un montón"? y ¿Cuándo un montón deja de ser montón para ser "granos de arena"? ¿Cuándo un grupo de células constituyen un tejido, un órgano, un ser vivo?.
El segundo sentido se aplica solamente en un sentido material de realidad física, pero si la realidad física se divide, ¿Deja de ser inmediatamente un individuo o solo en determinadas circunstancias? ¿Cuáles son tales circunstancias? Una piedra que se parte, son ahora dos piedras; pero un árbol al que se le corta una rama no son dos árboles. ¿Solo depende de la dificultad en dividirse?
Y el tercero se aplica en un sentido lógico, en aquello que, como definía Aristóteles como sustancia primera, explicado anteriormente.
En definitiva, Boecio, el último romano, que pasó a ser el comentarista por excelencia de los escritos griegos para los cristianos medievales, transmite un concepto de individuo que plantea más problemas que un concepto claro de individuo. 
Los escolásticos en la Edad Media trataron profundamente este concepto bajo el punto de vista del principio de individuación.
Distinguieron el individuum vagum es decir: cualquier hombre, cualquier mesa, cualquier cosa como una unidad no señalada como tal dentro de una misma especie; Así lo utiliza Santo Tomás (S. Theol. I, q.XXX a 4) lo que constituye una referencia a una unidad conceptual, lógica.
Respecto a lo real consideraron que la individuación es realizada por la materia, materia signata quantitate; lo que plantea graves problemas metafísicos. El individuum vagum se distingue de los demás de la misma especie por las notas individuantes que los escolásticos consideraron siete: forma, figura, locus, tempus, stirps (estirpe, como herencia o tronco familiar), patria, nomen, que hace referencia a las formas o propiedades espacio-temporales y empíricas y por eso materiales.
Pero, por otro lado, metafísicamente, el individuo como tal se constituye según una esencia como principio sustancial; es, por tanto, la forma universal lo que constituye lo individual existente, como individuo de una especie. Esto es de especial importancia en el caso del alma espiritual humana, que ha de ser individual y no material (pues cada individuo tiene su alma creada por Dios); pero, al mismo tiempo, esa alma ha de ser universal por ser principio formal del hombre como especie. ¿Cómo puede ser que la individuación que constituye al hombre de manera esencial, sea producida por la materia común a todo?
Para Duns Scoto la noción de individuo requiere dos principios diferenciados: su naturaleza común como especie, y su entidad individuante entre las cuales no hay distinción real sino únicamente formal. La individuación es esencial e independiente de los contenidos materiales o empíricos.

### Lo individual en la Edad Moderna
En la Edad Moderna se asume el sentido de Porfirio que viene a ser algo así como lo «idéntico», «esto», «esta cosa», «este determinado ser». 
La «individualidad» y lo «individual» es la noción abstracta de una identidad que se conoce como sujeto de sus predicados:
- bien como atributos esenciales
- o modos de una sustancia.

Tal es la interpretación de la lógica de Port-Royal.
Esta noción la asumieron tanto los racionalistas como los empiristas si bien con importantes diferencias.

#### Racionalistas
Descartes comprendió dos órdenes completamente diferenciados de elementos individuales. Los elementos materiales que constituyen el orden de la extensión, (res extensa) y los elementos o unidades espirituales que constituyen el orden del pensamiento, (res cogitans). Adicional a esto, Descartes al igual que otros filósofos, concibe al hombre ("real y verdadero") como una dualidad entre cuerpo y alma 
Spinoza diluye la individualidad en su relación con el Todo como un modo de una sustancia única, Dios: "sive Deus sive Natura"; la pluralidad es aparente pero no real, por lo que no existe más que una única individualidad o individuo, una única sustancia, es decir un Monismo panteísta.
Esta noción la utilizó Leibniz si bien aplicada a la unidad última de lo real, la mónada como orden único en la constitución del mundo en sucesivas coordinaciones y subordinaciones de las mónadas, (la armonía preestablecida por Dios), y viene a significar el paso a la filosofía moderna.
Leibniz señala la singularidad de lo individual, la mónada, y unas relaciones meramente externas con las demás; relaciones armónicamente establecidas por Dios. Por ello en Dios, para quien la noción es completa, no existen las verdades de hecho sino que todo ocurre de modo necesario como verdades de razón. 
Wolff considera que lo individual es aquel ser que se encuentra enteramente determinado por la noción de especie y la diferencia numérica. Lo que nos recuerda la diferencia entre la lógica clásica aristotélica como "participación en las formas", y la lógica de Port-Royal de nociones y atributos.

#### Empiristas
Por su parte los empiristas señalaron lo individual como lo dado, siendo por tanto una percepción elemental como idea simple o dato irreductible en la experiencia de la propia conciencia.

#### El criticismo
Para Kant la individualidad es el resultado de la aplicación de diversas categorías y su manifestación en los juicios necesariamente ligados a la intuición sensible de la experiencia fenoménica, sometida por tanto al espacio-tiempo:
| JUICIO     | CATEGORÍA                 |
| Afirmativo | Realidad                  |
| Singular   | Totalidad                 |
| Categórico | Inherencia y subsistencia |

Lo individual acaba siendo una "unidad de fenómeno" que deja al aire su relación con lo real pues es fruto de la actividad del yo como "apercepción trascendental".

### Los problemas
- En el aspecto ontológico: principio de individuación y el problema de la identidad y determinación de lo elemental.[20]
- En el aspecto lógico: El problema de «concepto de lo individual», su imposibilidad.[20]
- En cuanto al conocimiento: Al no poder ser conocido conceptualmente lo individual ofrece únicamente la posibilidad de un conocimiento intuitivo e inteligible por enumeración de propiedades como predicados.[21] Como unidad solo puede ser «mostrado» o «expresado» por un nombre propio[22]

## La referencia al hombre
El individuo en tanto que unidad indivisible aplicada al ser humano, suele considerarse unida: 
- A la idea de una unidad especial en función de un alma, espíritu que, por ser racional, es persona.[23]
- A ser identificado como ser dotado de inteligencia definida como función vital de una mente.[20][24]

A partir de esas consideraciones el concepto de individuo como "Yo", "Ego", "persona" ha dado lugar a múltiples teorías y consideraciones siendo de especial relevancia el individualismo.

## La filosofía contemporánea
El problema de lo individual presenta serios problemas. Destacamos solamente algunos de los planteamientos más concretos acerca de lo individual, singular y particular que destacan algunos pensadores:
- El problema de los nombres propios:
  - ¿Pueden significar? ¿Tienen significado?
  - Si no tienen significado, ¿pueden sustituirse por descripción mediante la disyunción inclusiva de propiedades?[26]

La Enciclopedia Oxford de Filosofía considera que la individuación es:
- lo que constituye a un uno de algo.
- Y puede ser enumerado conforme a un criterio establecido.

El uno (individuo) está en íntima relación con lo múltiple de un género o especie como clase natural, o clase lógica para su posible conocimiento bien como algo constructo, o bien como cosa, es decir individuo real. 
El uno para destacarse como individuo ha de ser elemento discernible en un conjunto, haciéndolo diferente del elemento nulo. Pero la definición del conjunto requiere una propiedad (lógica), como clase, bien como contenido de experiencia o bien como axioma conceptual en una teoría previa. Véase Individuo sustancial.
Lo que intuitivamente en la experiencia ordinaria aparece como algo individual evidente solo puede indicarse como un "esto" y en el uso normal del lenguaje ser designado mediante una palabra, nombre propio, o término lingüístico o enunciado cuyo significado es un concepto lógico de contenido universal:
El recurso de poder contar como número las unidades percibidas, si bien nos permite "señalarlo" como individuo, no siempre nos permite sin embargo elaborar el concepto lógico de individualidad según sea el orden que previamente hallamos establecido como criterio de unidad.
| Si el individuo es un elemento simple no podremos expresar "qué es" dicho elemento al no poder tener conceptos generales que expresen su identidad como predicado. |

Así pues, añade la Enciclopedia Oxford de Filosofía: 
Cuando no hay un principio singular para determinar cuántos Xs hay en algún sitio en un tiempo dado, puede decirse que los Xs no pueden ser individuados como tales.

Lo que nos obliga a establecer un sistema de referencia que permita contar, es decir enumerar, lo que consideramos Xs y separar los Xs de los no-Xs.
En tan difícil situación se vinieron a encontrar los físicos y matemáticos neo-positivistas, Russell, Whitehead y el Círculo de Viena, cuando los átomos elementales fueron desapareciendo como unidades indivisibles y las partículas-ondas-elementales surgían más y más en una física donde lo individual elemental desaparece detrás de unas experimentaciones que responden a unos conceptos-lógicos previos más que a unas realidades unitarias numerables.
Estos conceptos-lógicos previos son productos de unas teorías que procuran modelar la realidad según unas técnicas y metodologías adecuadas, y no obedecen siempre ni mucho menos a una unidad contable que pueda ser individualizada.
Por otro lado la pérdida de la supuesta perfección matemática de la Teoría de conjuntos, tras el teorema de Gödel, supuso el final del programa formalista de Hilbert de formalización matemática así como del intuicionismo de Brouwer. En la física cuántica el hecho de poder contar individualidades ya no es necesario.
La aritmética y las matemáticas, en definitiva, están sometidas a la capacidad ampliadora de la dinámica de la propia razón en su búsqueda del saber; en la superación de cada conocimiento dado o tenido como tal. La ciencia, (Popper), no establece verdades, sino ampliaciones de conocimientos posibles acerca de lo real. La lógica de la razón es más amplia y creativa que cualquier sistema lógico-matemático; siempre en camino de ampliación futura. Como mucho antes había escrito Bachelard: 

La aritmética no es, como tampoco, la geometría, una promoción natural de una razón inmutable. La Aritmética no está fundada en la razón. Es la doctrina de la razón la que está fundada en la aritmética elemental. Antes de saber contar apenas sabíamos qué era la razón. En general, el espíritu debe plegarse a las condiciones del saber.
 Bachelard. Filosofía del No.

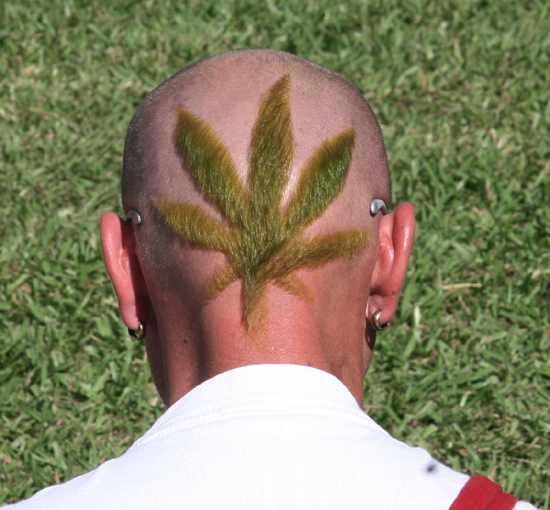
Esta persona puede tener su referente como individuo por descripción de una propiedad, sin necesidad de nombre propio.

Un nuevo sentido nominalista se mantiene en autores como Nelson Goodman o Quine, para quienes solo admiten ontológicamente entidades concretas, es decir individuos; no existen más realidades que las realidades concretas. Las entidades abstractas clases lógicas o conceptos, no son más que recursos lógicos para operar con ellas.
Gödel no piensa así: 

Es cierto que mi interés por los fundamentos de la matemática surgió a través del contacto con el “Círculo de Viena”, pero las consecuencias filosóficas de mis resultados, lo mismo que los principios heurísticos que llevan a ellos son cualquier cosa menos positivistas o empiristas... He sido un realista conceptual y matemático desde 1925 aproximadamente. Nunca he mantenido la tesis de que la matemática sea sintaxis del lenguaje, sino que por el contrario esta tesis, en cualquiera de sus sentidos razonables, puede ser refutada con mis resultados.
Carta que Gödel dirige a Mr. Grandjean en 1975.

Una famosa obra sobre los individuos y su individualización es la escrita por Peter Frederick Strawson. Lingüísticamente o bien nos referimos a una individualidad particular mediante un nombre propio o una disyunción inclusiva de propiedades cuyo referente puede resultar problemático; pues las clases, como descripción de posibles individuos de tales propiedades y en posibles mundos diferentes, difícilmente evitan toda ambigüedad de referencia.
Así pues el problema por un lado es cómo pueden identificarse los individuos particulares si no es:
- Por indicación: directa en la experiencia, «señalando con el dedo: "esto"»; o designación otorgando un nombre propio a la experiencia en que dicha individuación es conocida.
- Por referencias: bien sea a través de la transmisión del nombre propio otorgado o de su descripción por disyunción inclusiva de propiedades, (esenciales o no esenciales), evitando toda ambigüedad en la referencia.[36]

Se trata, entonces, de averiguar las formas de proceder mediante las cuales se habla acerca de los individuos. 
Problemática que nos lleva al tema de la actividad cognitiva de la mente y a la percepción de las unidades significativas y su semiosis mediante las cuales establecemos las evidencias pertinentes a la referencia y usos del lenguaje tanto en el uso del lenguaje y definición vulgar como en el conocimiento más profundo de la ciencia.

#### Objetivismo
El Objetivismo considera a todo ser humano como entidad independiente y soberana que posee un derecho inalienable a su vida, un derecho que deriva de su propia naturaleza de ser racional. Por ende, una sociedad civil, forma de asociación, cooperación o convivencia pacífica entre los seres humanos sólo puede lograrse sobre la base del reconocimiento de los derechos individuales - y que un grupo, como tal, no tiene más derechos que los derechos individuales de sus miembros. El principio de los derechos individuales es la única base moral de todos los grupos o asociaciones. Dado que sólo una mujer o un hombre pueden poseer derechos, la expresión "derechos individuales" es una redundancia (que se debe utilizar para mayor claridad en el caos intelectual de hoy), pero la expresión "derechos colectivos" es una contradicción en términos. Los derechos individuales no están sujetos a votación pública, una mayoría no tiene derecho a votar en contra de los derechos de una minoría, ya que la función política de los derechos es precisamente proteger a las minorías del abuso de las mayorías: "La minoría más pequeña del mundo es el individuo. Cualquiera que niegue los derechos del individuo no puede alegar ser un defensor de las minorías", según Ayn Rand.

## Individualidad e individuo
Por otra parte Zubiri, desde el campo de la filosofía, hace una distinción entre singulum e individuo stricto sensu.
El primero es un ente singular, pero el hombre es necesariamente individuo stricto sensu.
Ferrater Mora, establece la existencia de grados de individualidad, que son en gran medida grados de discernibilidad. Hay por tanto diversos modos en los que puede decirse que algo es "individuo".
Paul Ricoeur por su parte distingue la identidad idem (el mismo) y la identidad ipse (sí mismo). La primera tiene que ver con la identidad numérica, continuidad ininterrumpida en la permanencia en la duración, en el tiempo. La segunda es una identidad narrativa que admite variaciones de personalidad, porque se basa en la necesidad de alteridad, necesidad del otro.
Apoya este modo de concebir la "individualidad" que la Biología sitúa lo individual primariamente en la relación individuo-especie, por cuanto el sujeto de la evolución es la especie biológica por un lado. Pero asimismo en el reino de la vida como organización compleja de la materia lo individual se define por una función, desde un gen, un tejido, órgano etc.
De la misma forma la Antropología, lo mismo que la Sociología sitúan al "individuo" dentro de un sistema de relaciones.
El individuo deja de ser sujeto lógico como una clase de uno solo, como ocurría en la lógica silogística, como elemento aislable de una relación. Es en el seno de un sistema material, orgánico, biológico-social-cultural, en el que se produce la "individualización" en el que se desarrolla una unidad dentro del sistema o personalidad única, como individuo stricto sensu y persona.